# Fermanagh (districte)
El districte de Fermanagh és un districte d'Irlanda del Nord. Les seves fronteres són similars a les del tradicional comtat de Fermanagh, contenint una petita porció del comtat de Tyrone, concretament les àrees de Dromore Road (Irvinestown) i Kilskeery Road. La seu del consell de districte és a Enniskillen. El consell de districte de Fermanagh és l'única autoritat local que cobreix almenys un comtat sencer a Irlanda del Nord. El comtat de Fermanagh conté una vuitena part de la massa de terra d'Irlanda del Nord, i el consell de districte representa el govern local més gran en termes geogràfics a Irlanda del Nord. Una cinquena part de l'àrea és coberta per l'aigua, bàsicament el llac Erne. El comtat té una població creixent de 57.600 habitants (cens de 2001) dels quals el 70% viuen a àrees rurals. Enniskillen és el principal centre de població amb 13.000 habitants. Altres viles més petites són Lisnaskea, Irvinestown, Belleek, Belcoo i Derrylin.

## Història electoral

### 1973 a 1981
Les eleccions de 1973 van produir un empat amb 10 unionistes i 10 electes nacionalistes. D'antuvi semblava que els unionistes obtindrien la majoria perquè un dels nacionalistes independents, John Joe McCusker, no era elegible, però, al final va ocupar el seu seient. L'estancament plantejà la possibilitat que el govern britànic hagués d'intervenir en haver-hi dos blocs enfrontats que no arribarien a un acord sobre l'elecció del president. Eventualment, es va assolir un compromís pels següents quatre anys.
Els nacionalistes van prendre el control del consell el 1977 amb un avantatge 11 a 9. Tanmateix, això es va acabar quan a les eleccions de 1981 els unionistes van restaurar el previ 10 a 10.
Les eleccions d'aquest període van veure molts partits petits obtenint escons. Per la banda nacionalista Unitat igualà al Social Democratic and Labour Party (SDLP) amb quatre escons en 1973 encara que va baixar a dos escons en 1977. Llurs successors, the Partit de la Independència Irlandès esdevé el partit nacionalista més votat en 1981 i va obtenir quatre escons.
Pel costat unionista, després d'uns mals resultats en 1973 quan no va poder guanyar cap escó, el Partit Democràtic Unionista (DUP) no va presentar cap candidat el 1977. Això va deixar el camp lliure per al Partit Unionista Unit de l'Ulster, que va arribar a obtenir tres escons el 1977. L'àrea era la base del seu líder polític Ernest Baird. No obstant això, l'UUUP havia perdut vots en 1981 i no participar en les eleccions d'aquest any. (Un dels seus exregidors havia desertat a la DUP i en fou reelegit com a candidat).

### Modificació dels límits de 1984
Els canvis fronterers entraren en vigor el 1985. Prèviament, el consell tenia cinc àrees electorals cadascuna de les quals elegia quatre consellers. Un canvi en la legislació volia dir que ja no se li permetia tenir quatre àrees electorals i, per tant, malgrat un augment en el nombre de consellers a 23 el nombre de districtes electorals es redueix en un. Des de llavors, la zona del consell del districte de Fermanagh ha consistit en quatre àrees electorals: Enniskillen, Erne Oest, Est i Nord. El Consell està format per 23 consellers escollits cada quatre anys.

### Eleccions de 1985
L'àrea havia estat la de major creixement per al Sinn Féin en els darrers anys anteriors a les eleccions de 1985 amb les eleccions a Westminster guanyades per Bobby Sands i Owen Carron (encara que foren escollits tècnicament com a candidats de l'Anti H-Block dins del Sinn Féin). Carron fou un dels cinc assemblearis escollits pel Sinn Féin l'octubre de 1982. El 1984 al partit se'ls va unir el conseller independent JJ McCusker. L'antic conseller del SDLP Tom Murray, que havia perdut el seu escó com a independent en 1981 fou candidat del Sinn Féin en 1985. Per consegüent, el Sinn Féin va fer un gran avenç obtenint 8 escons en 1985 i acabant amb el Partit de la Independència, que perdre tres dels seus quatre escons. Això va donar als nacionalistes un avantatge de 13 a 10.

### Enniskillen i les eleccions de 1989-1993
La bomba al cenotafi de 1987 va tenir un impacte significatiu i negatiu per als vots del Sinn Féin, ja que va trigar 16 anys a tornar als nivells de 1985. En les eleccions de 1989 la seva representació es va reduir a quatre escons. D'això se n'aprofità el Partit Unionista de l'Ulster (UUP), de manera que van assolir la majoria per un escó al consell, que van mantenir el 1993.

### Eleccions de 1997
Els nacionalistes esperaven obtenir el control del consell el 1977 però finalment només van poder guanyar-li un escó als Unionistes. Això va deixar el consell amb un empat 11-11 entre unionistes i nacionalistes amb un conseller socialista independent (antic Partit dels Treballadors), Davy Kettyles, qui tenia l'equilibri de la situació.

### Eleccions de 2001 i 2005
Els nacionalistes finalment van recuperar el control del consell en 2001, amb 13 escons davant a nou dels unionistes i un independent. Consolidaren aquests resultats el 2005, quan el SDLP va guanyar el lloc que deixà vacant l'independent, qui no va renovar-lo.
A les eleccions de 2005 els escons foren repartits: nou Sinn Féin, cinc Partit Unionista de l'Ulster (UUP), cinc Social Democratic and Labour Party (SDLP) i quatre Partit Democràtic Unionista (DUP). El president del Consell és Stephen Huggett del Sinn Féin i el vicepresident del Consell és Cyril Brownlee del DUP.

### Eleccions de 2011
Després de les eleccions de l'11 de maig de 2011 el consell de districte ha quedat repartit així:
| Partit | Partit                                    | Resultats de 2011 | Resultats de 2011 | Respecte de 2005 | Respecte de 2005 |
| Partit | Partit                                    | Escons            | %                 | Escons           | %                |
| ------ | ----------------------------------------- | ----------------- | ----------------- | ---------------- | ---------------- |
|        | Sinn Féin                                 | 9                 | 36,6%             | 0                | -0,8%            |
|        | Ulster Unionist Party (UUP)               | 6                 | 24,0%             | 1                | 1,9%             |
|        | Democratic Unionist Party (DUP)           | 4                 | 17,3%             | 0                | -3,4%            |
|        | Social Democratic and Labour Party (SDLP) | 3                 | 12,5%             | -2               | -5,4%            |
|        | Traditional Unionist Voice                | 0                 | 1,0%              | 0                | 1,0%             |
|        | Alliance Party                            | 0                 | 0,4%              | 0                | 0,4%             |
|        | Green Party                               | 0                 | 0,2%              | 0                | -0,1%            |
|        | Independents                              | 1                 | 7,3%              | 1                | 6,9%             |
|        | Altres                                    | 0                 | 0,8%              | 0                | -0,5%            |

## Estructura del govern local
L'estructura actual del govern local aquí és anterior a la creació dels altres 25 Consells Locals d'Irlanda del Nord en 1973. El Consell del Comtat de Fermanagh s'havia fusionat amb els consells de districte o vila en la seva àrea abans de 1973 i s'havia creat un model del consell de comtat, que va ser vist com un bon exemple de govern pragmàtic local.
En les eleccions per al Parlament de Westminster és part de la circumscripció de Fermanagh i Tyrone Sud